# Норт-Франклін Тауншип (округ Вашингтон, Пенсільванія)
Норт-Франклін Тауншип (англ. North Franklin Township) — селище (англ. township) в США, в окрузі Вашингтон штату Пенсільванія. Населення — 4825 осіб (2020).

## Демографія
Згідно з переписом 2010 року, у селищі мешкали 4583 особи в 1937 домогосподарствах у складі 1313 родин. Було 2038 помешкань
Расовий склад населення:
| - 96,3 % — білих - 2,1 % — чорних або афроамериканців - 0,3 % — азіатів - 0,1 % — корінних американців |

До двох чи більше рас належало 1,2 %. Частка іспаномовних становила 0,9 % від усіх жителів.
За віковим діапазоном населення розподілялося таким чином: 18,9 % — особи молодші 18 років, 56,7 % — особи у віці 18—64 років, 24,4 % — особи у віці 65 років та старші. Медіана віку мешканця становила 48,1 року. На 100 осіб жіночої статі у селищі припадало 87,2 чоловіків;  на 100 жінок у віці від 18 років та старших — 82,5 чоловіків також старших 18 років.
Середній дохід на одне домашнє господарство  становив 72 919 доларів США (медіана — 61 149), а середній дохід на одну сім'ю — 88 779 доларів (медіана — 74 122). Медіана доходів становила 55 945 доларів для чоловіків та 38 854 долари для жінок. За межею бідності перебувало 9,4 % осіб, у тому числі 17,2 % дітей у віці до 18 років та 5,5 % осіб у віці 65 років та старших.
Цивільне працевлаштоване населення становило 2115 осіб. Основні галузі зайнятості: освіта, охорона здоров'я та соціальна допомога — 20,8 %, роздрібна торгівля — 14,9 %, виробництво — 11,8 %, мистецтво, розваги та відпочинок — 9,1 %.